# Державна система правової охорони інтелектуальної власності
Державна система правової охорони інтелектуальної власності — Установа (центральний орган виконавчої влади у сфері інтелектуальної власності) і сукупність експертних, наукових, освітніх, інформаційних та інших державних закладів відповідної спеціалізації, що входять до сфери управління Установи.
Під «захистом прав» в законодавстві розуміють встановлену відповідальність за будь-які посягання на права інтелектуальної власності, за будь-які порушення, а під «охороною прав» розуміють правове регулювання суспільних відносин, що складаються в процесі створення, оформлення і використання результатів інтелектуальної, творчої діяльності у найширшому значенні.